# Питер Манк
Питер Манк CC (Будимпешта, 8. новембар 1927 — Торонто, 28. март 2018) био је мађарско-канадски бизнисмен, инвеститор и филантроп. Био је оснивач и главни извршни директор бројних предузећа високог профила, укључујући компанију за електронику Clairtone, компанију за некретнине Trizec Properties и Barrick Gold, највећу светску корпорацију за рударење злата.
Манк је познат по својој филантропији, као донатор Манкове школе за глобалне послове на Универзитету у Торонту и Кардијалног центра Питер Манк у Општој болници у Торонту. Такође је познат по томе што подржава Манкове дебате.

## Ране године и породица
Манк је рођен у Будимпешти, у просперитетној мађарско-јеврејској породици, син Катарине Адлер Манк и Лајоша „Луја“ Манка (1898–1977). Његов деда, Габор „Габријел“ Манк, потицао је из породице рабина, био је брат познатог лингвисте и етнолога Берната Мункачија (рођеном Манк) и ујак мађарског правника и писца Ерна Мункачија. Габор се обогатио преко аустроугарских права на дистрибуцију популарног бечког бренда чоколаде Маннер, уложио је у некретнине, а затим је током Другог светског рата искористио оно што је преостало од свог богатства да купи сигуран пролаз из Мађарске у неутралну Швајцарску за чланове своје уже породица, укључујући и његовог унука Петра.
Мађарска је била окупирана од стране нацистичке Немачке у марту 1944, када је Манк имао 16 година;  заједно са 14 чланова своје породице, побегао је у Кастнер возу који је превезао 1.684 Јевреја на сигурно у Швајцарску. Путовање је организовао Рудолф Кастнер из Ционистичког комитета за помоћ и спасавање, као резултат тајних преговора са Адолфом Ајхманом — високорангирани нациста је дозволио неким Јеврејима да оду у замену за новац, злато и дијаманте, део послова описаних као „крв за робу“. Манкова мајка, која се развела од његовог оца када је имао четири године, депортована је из Будимпеште у концентрациони логор Аушвиц 1944. године. Преживела је, али је касније извршила самоубиство.
Манк је у Канаду стигао 1948. године, преко Швајцарске, првобитно са студентском визом, а затим је дипломирао електротехнику на Универзитету у Торонту 1952. године. Деценијама касније, хвалио је Канаду: „Стигао сам на ово место не говорећи језик, не знајући пса... Ово је земља која не пита за ваше порекло; интересује се само твојом судбином.“

## Каријера

### Clairtone
Године 1958, са 2.800 долара од свог таста, оснивача Webber Pharmaceuticals (сада Webber Naturals) Вилијама Џеја Гатерсона, је основао <i>Clairtone</i> са скандинавским увозником намештаја Дејвидом Гилмором. Цлаиртоне је производио врхунске стерео уређаје за конзоле, а касније и телевизоре, који су били препознатљиве иконе свог времена. Најпознатији Цлаиртоне дизајни били су упечатљива серија „Пројекат Г“, представљена 1964. године, састављена од елегантних ормара од палисандера са конзолним црним алуминијумским „звучницима“ (звучницима). Пројекат Г и Г2 виђени су у филмовима Брак на стенама и Дипломац,  награђени сребрном медаљом за изврсност на изложби дизајна у Милану, а подржали су их Френк Синатра и Оскар Петерсон. Међу обожаваоцима Пројекта Г је био Хју Хефнер.
Клертонов пад почео је „непромишљеним планом за изградњу фабрике у Новој Шкотској“.  Фабрика, изграђена у Стелартону, отворена је 1966. године уз финансирање провинцијског Industrial Estates Limited (ИЕЛ). Према Вилијаму Мингу, главном саветнику ИЕЛ-а, цитираном у књизи његове ћерке Нине Манк о Клертону, „Манк је био превише добар продавац за своје добро. Могао је да прода било шта било коме, укључујући и себе. Боже, био је промотер. Заиста, имао је енергије. Заиста, имао је шарм. Заиста, имао је машту.“ Године 1967, као резултат растућих губитака и да би покушала да надокнади своје вишемилионске инвестиције, Влада Нове Шкотске је преузела Цлаиртонеа и отпустила Манка и Гилмоура. Манк се суочио са оптужбама за трговину инсајдерима „које су на крају решене ван суда“. Извештај који је наручио Цлаиртоне након неуспеха фабрике открио је да је један од главних проблема локална радна снага. „Општа популација у суштини није усмерена на лудило у производњи, а посебно на петодневну радну недељу... Ситуација благостања је таква да је створила услове сличне Апалачији у Сједињеним Државама где је трећа генерација већ на помоћи.“

### Угоститељство и некретнине
Након пропасти Цлаиртонеа, Манк и Гилмоур су уложили у парцелу на океану на Фиџију коју су убрзо развили у хотел и одмаралиште. Овај подухват је прерастао у хотелску корпорацију Southern Pacific, која се на свом врхунцу састојала од 54 одмаралишта у Аустралији и јужном Пацифику. Године 1978. компанија је потписала уговор са председником Египта о изградњи одмаралишта у близини Великих пирамида. Када је Анвар Садат отказао пројекат, Манк је тужио египатску владу и на крају добио арбитражни случај у Међународном центру за решавање инвестиционих спорова.
Године 1979. Манк се вратио у Канаду да би започео нови подухват под називом Баррицк, који ће на крају претворити у највећу светску компанију за злато. У то време, банкари и естаблишмент су га сматрали „бегунцем и губитником“, каже Манк.
Манк је такође био оснивач, председник и извршни директор компаније Trizec Properties (раније TrizecHahn Corporation), једног од највећих америчких фондова за улагања у некретнине. У 2006. години, Trizec Properties је продат Brookfield Properties у трансакцији у вредности од приближно 9 милијарди долара.
Године 2007. Манк је са партнерима инвестирао у Порто Монтенегро, бившу поморску базу на Јадранском мору. Био је већински акционар Montport Capital, који је поседовао централне делове комплекса, Порто Монтенегро Марина анд Ресорт. Развио је локацију у Боки которској, стављајући Црну Гору на мапу врхунског туризма. Године 2016. Манк је продао марину и хотел Investment Corporation of Dubai, сувереном фонду за неоткривени износ за који се верује да је око 200 милиона евра.

### Barrick Gold
Године 1980. Манк је створио Баррицк Петролеум да инвестира у нафтни сектор, али је брзо схватио да су улагања у овај сектор погубна. Након аквизиције мале компаније, Camflo Mines, Барицк је напустио нафтни сектор и преко ноћи постао рударска компанија. Године 2011. Манк је планирао да се споји са Гленкором, компанијом Ивана Гласенберга, како би створио једног од највећих светских робних гиганата упоредо са БХП-ом и Рио Тинтом. Међутим, тржиште злата није било усклађено са другим активностима Гленцоре-а и договор није прошао.
Године 2008., Манк је, као председник компаније Barrick Gold, интервенисао на састанку акционара како би блокирао пуномоћника деоничара, који је допутовао из Папуе Нове Гвинеје на састанак, да говори о својим извештајима о смртоносном насиљу и сексуалном насиљу које је овековечило обезбеђење Барика Голда. извођачи у руднику злата Поргера. 
До 2016. године, Барик је имао доказане и вероватне резерве од две милијарде тона (1,33 грама злата по тони руде). То је највећа светска компанија за ископавање злата и највећа канадска компанија по капитализацији. Манк се повукао из свакодневног управљања, али је остао оснивач и председник емеритус. „Барик је моје наслеђе“, рекао је Манк.

## Добротворни прилози
1992. године основана је добротворна фондација Питер и Мелани Манк. Фондација је исплатиле више од 300 милиона долара разним организацијама које раде на побољшању здравља, образовања и међународног угледа Канађана. У говору који је одржао у септембру 2017, најављујући донацију од 100 милиона долара Кардиолошком Центру Питера Манка у Општој болници у Торонту, Манк је говорио о својој филантропији у контексту своје захвалности земљи која му је спасила живот: „Отворили си ми врата. Дао си нам све“, додао је он, називајући Канаду „рајом“.

### Oбразовање
Манк је био велики донатор Универзитета у Торонту, где је дипломира. Почевши од поклона од 35 милиона долара 2010. године, Манкова фондација је омогућила оснивање Манкове школе за глобалне послове и јавну политику на Универзитету у Торонту. Манк је укупно дао 51 милион долара свом факултету.
Питер Манк је такође дао значајну донацију од 43 милиона долара Техниону – Израелском технолошком институту за оснивање Истраживачког института Петера Манка тог универзитета.

### Јавна политика
Године 2016. Манк је донирао 5 милиона долара Институту Фрејзер, истраживачком центру, за покретање Питер Манка Центра за образовање за слободно предузетништво.

#### Фондација Ауреа
Питер Манк и Мелани Манк основали су Ауреа фондацију 2006. године. Након тога, Питер Манк је основао полугодишње Манкове дебате 2008. године уз донацију од 12 милиона долара од Ауреа фондације, пододељења његове примарне добротворне фондације.

### Здравље
Године 1997. Манк је помогао у стварању Кардиолошког центра Питера Манка у Општој болници у Торонту са почетном донацијом од 6 милиона долара. У мају 2006. најавио је да ће донирати још 37 милиона долара, у то време највећи поклон икада направљен канадској медицинској установи. У септембру 2017. године, донирао је још 100 милиона долара. Такође, Питер и Мелани Манк основали су прву столицу универзитетске здравствене мреже за кардиолошки програм: Мелани Манк катедру за кардиоваскуларну хирургију.

### Контроверзе
Уговор између Манкове фондације и Универзитета у Торонту наишао је на критике због тајности која је обавијала његово одобрење и чињенице да је Манков допринос од 35 милиона долара био условљен доприносом од 25 милиона долара од стране савезне владе и универзитета. Долазећи у време смањења броја запослених и претњи финансирању других академских јединица, критичари наводе да су ове одлуке симболичне за владино и универзитетско уступање одлука о расподели академских ресурса корпоративном сектору.
Према књизи Линде Мекквиг, Невоље са милијардерима, Манкова донација Универзитету у Торонту дошла је уз обавезу да осигура да се школа „уклопи са политичким ставовима и осетљивошћу Питера Манка“. МцКуаиг пише да ће „према Манковом писменом споразуму са универзитетом, Манкове донације бити исплаћене током дужег временског периода, при чему ће већи део новца бити исплаћен годинама од сада – и подложно одобрењу школе од стране породице Манк. Што се тога тиче, директор школе ће морати да подноси годишње извештаје одбору који именује Манк 'како би детаљније разговарали о програмима, активностима и иницијативама школе'“.
Председник универзитета Дејвид Нејлор одбацио је личне нападе на донаторе као „жалосну увреду вредности рационалног и поштованог дискурса који би требало да карактеришу универзитет” и изјавио „касније сам служио у одбору Универзитетске здравствене мреже, у годинама када је др Манк је дао два поклона од преко 40 милиона долара за подршку кардиоваскуларном програму у тој болници. Није било ни једног случаја где се Питер Манк мешао у образовне, истраживачке или клиничке приоритете институције.“

## Лични живот
Манк се 3. септембра 1956. оженио Линдом Џој Гатерсон, ћерком фармацеутског предузетника из Форест Хила који је Манку дао почетни капитал за финансирање његове прве компаније. Линда је имала 19 година, убрзо је изашла са Хавергал колеџа ; био је 10 година старији. „Линда ме је пронашла ласерским зраком“, рекао је Манк. 'Био сам радознао; Био сам другачији. Не зато што сам био тако сјајан, да вам кажем, био сам дебео, ћелав, сиромашан, досадан студент машинства.'“ Пар се разилазио и поново састављао више пута током 1960-их, имајући троје деце и разведен 1970. године, али су остали у веома добрим односима. Након што је брак завршен, наставила је академску каријеру, поставши професор енглеског језика на Универзитету у Торонту.
Манк се 26. јуна 1973. у Лондону оженио својом другом женом, Мелани Џејн Босанке, са којом је добио још двоје деце. Она је рођака Чарлса Палмера-Томкинсона, британског земљопоседника и олимпијског скијаша. Манк је скијао 71 годину, а са својом супругом је 1972. године изградио ски брвнару Вити Леву у Клостерсу.
Његова деца су: Ентони Манк, виши генерални директор Онекс-а; Нина Манк, новинарка и уредница Vanity Fair; Марк-Дејвид Манк, лекар и извршни директор здравствене заштите; Наталие; и Чејн. У касним 70-им Манку је уграђен пејсмејкер.

## Погледи
Манк је 2008. похвалио Канаду јер је место где је могао да дође као имигрант, без богатства, знања, језичких вештина или мреже и да успостави успешан посао и прерасте га у империју.

## Смрт
Манк је преминуо у Торонту 28. марта 2018. у 90. години. Узрок смрти није откривен, али Манк се већ неколико година бавио срчаним проблемима и носио је пејсмејкер.
Тhe Financial Post га је постхумно хвалио као „предузетника са Мидиним додиром, био је један од најуспешнијих канадских међународних склапача послова, са пријатељима од Брајана Малронија и принца Чарлса до трговца оружјем Аднана Кашогија и француског милијардера Бернара Арноа, као и један њен најиздашнији добротвор“.

## Почасти
Добио је неколико почасних диплома:
- Почасни докторат на колеџу Упсала у Њу Џерсију 1991.[50]
- Почасни докторат на Бискуповом универзитету у Квебеку 1995. [50] [51]
- Почасни докторат на Тринити колеџа, Универзитета у Торонту 1995. [50]
- Почасни докторат на Универзитету Конкордија у Монтреалу 1999. [51]
- Почасни докторат на Техниону – Израелски технолошки институт, Хаифа, Израел 2001.[51]
- Почасни докторат наа Тринити колеџу, Универзитета у Торонту 2004. године, заједно са супругом Мелани Манк[50]

Постао је официр Ордена Канаде (највиша цивилна част земље) 1993. године, а 2008. је унапређен у пратиоца; добио је награду Вудро Вилсон за корпоративно грађанство 2002. (први пут додељена ван САД); уврштен је у Канадску пословну кућу славних и у Кућу славних канадског рударства. Године 2012. Манк је одликован Дијамантском медаљом краљице Елизабете II. Отаџбина га је одликовала Командантским крстом са звездом Ордена заслуга Републике Мађарске 2016.